# 諾斯菲爾德 (麻薩諸塞州普查規定居民點)
諾斯菲爾德（英語：Northhfield）是位於美國麻薩諸塞州富蘭克林縣的一個普查規定居民點。

## 人口
根據2020年美國人口普查的數據，諾斯菲爾德的面積為11.58平方千米，當中陸地面積為11.53平方千米，而水域面積為0.05平方千米。當地共有人口1051人，而人口密度為每平方千米90.76人。